# Зубко Надія Степанівна
Надія Степанівна Зубко (Васильківська-Зубко) — українська художниця, майстриня петриківського розпису.